# Курт Ассманн
Курт Ассманн (нім. Kurt Aßmann; 13 липня 1883, Наумбург — 26 липня 1962, Бад-Гомбург) — німецький історик, архіваріус і офіцер, віце-адмірал крігсмаріне.

## Біографія
10 квітня 1901 року вступив у ВМФ. Закінчив військово-морське училище (1903) зі спеціальним курсом. Служив на надводних кораблях, з 1909 року — в Комісії мінних досліджень. Учасник Першої світової війни, з 1 серпня 1914 року — командир допоміжного мінного корабля «А» («Одін»), з 26 жовтня 1914 року — командир мінної роти морського корпусу «Фландрія». З 1918 року — в Морському управлінні.
Після закінчення війни залишений на флоті. З 28 вересня 1923 року — 1-й офіцер лінкора «Ганновер». 16 липня 1925 року знову переведений до Департаменту флоту Морського управління, з 13 березня 1927 року — його начальник. Один з ініціаторів таємного відтворення ВМФ Німеччини. З 23 вересня 1929 по 23 вересня 1932 року — командир лінійного корабля «Сілезія». 31 грудня 1932 звільнений у відставку. 1 квітня 1933 року повернувся на службу і призначений директором Військово-морського архіву. 22 січня 1936 року призначений начальником Головного управління кораблебудування ОКМ. Керував будівництвом кораблів ВМФ Німеччини, розгорнув масове будівництво підводних човнів. Після звільнення у відставку Еріха Редера було ясно, що Ассманну вже недовго залишилося керувати управлінням, оскільки Карл Деніц був вкрай незадоволений занадто повільними, на його думку, темпами будівництва підводних човнів. 29 червня 1943 року переведений в розпорядження командувача ВМФ на Балтиці, а 31 серпня 1943 року звільнений у відставку. 5 липня отримав завдання дослідити внесок військово-морської війни у бойові дії. В своєму дослідженні Ассманн відзначив скептичне ставлення Еріха Редера до підготовки операції «Барбаросса».
Під час Нюрнберзького процесу Ассманн, добре знайомий із записами військово-морських архівів,  займався збором документів для захисту Карла Деніца. Решту життя працював істориком в Оберурзелі. Ассманн відстоював позицію, що вторгнення в СРСР було превентивним ударом, оскільки Сталін планував вторгнення в Німеччину.  

## Звання
- Морський кадет (10 квітня 1901)
- Фенріх-цур-зее (22 квітня 1902)
- Лейтенант-цур-зее (29 вересня 1904)
- Оберлейтенант-цур-зее (30 березня 1906)
- Капітан-лейтенант (13 травня 1911)
- Корветтен-капітан (1 листопада 1920)
- Фрегаттен-капітан (1 листопада 1925)
- Капітан-цур-зее (1 березня 1928)
- Контрадмірал (1 жовтня 1932)
- Віцеадмірал (1 січня 1941)

## Нагороди
- Срібна медаль «Ліякат» (Османська імперія; 25 січня 1902)
- Орден Червоного орла 4-го класу (19 вересня 1912)
- Залізний хрест 2-го і 1-го класу
- Орден Церінгенського лева, лицарський хрест 2-го класу з дубовим листям і мечами
- Почесний хрест (Ройсс) 3-го класу з короною і мечами
- Ганзейський Хрест (Гамбург)
- Військовий Хрест Фрідріха-Августа (Ольденбург) 2-го і 1-го класу
- Королівський орден дому Гогенцоллернів, лицарський хрест з мечами (22 січня 1917)
- Хрест «За вислугу років» (Пруссія) (25 років; 22 березня 1920)
- Фландрійський хрест із застібкою «Морська війна»
- Почесний хрест ветерана війни з мечами (23 жовтня 1934)
- Медаль «За вислугу років у Вермахті» 4-го, 3-го, 2-го і 1-го класу (25 років; 2 жовтня 1936) — отримав 4 нагороди одночасно.